# Metro Boomin/Diskografie
Diese Diskografie ist eine Übersicht über die musikalischen Werke des US-amerikanischen Musikproduzenten, DJs und Songwriters Metro Boomin. Den Schallplattenauszeichnungen zufolge hat er bisher mehr als 75,5 Millionen Tonträger verkauft, davon alleine in seiner Heimat über 57 Millionen. Seine erfolgreichste Veröffentlichung ist die Single Ric Flair Drip mit über 7,8 Millionen verkauften Einheiten.

## Alben

### Studioalben
| Jahr | Titel Musiklabel                                                     | Höchstplatzierung, Gesamtwochen, AuszeichnungChartplatzierungen (Jahr, Titel, Musiklabel, Platzierungen, Wochen, Auszeichnungen, Anmerkungen) | Höchstplatzierung, Gesamtwochen, AuszeichnungChartplatzierungen (Jahr, Titel, Musiklabel, Platzierungen, Wochen, Auszeichnungen, Anmerkungen) | Höchstplatzierung, Gesamtwochen, AuszeichnungChartplatzierungen (Jahr, Titel, Musiklabel, Platzierungen, Wochen, Auszeichnungen, Anmerkungen) | Höchstplatzierung, Gesamtwochen, AuszeichnungChartplatzierungen (Jahr, Titel, Musiklabel, Platzierungen, Wochen, Auszeichnungen, Anmerkungen) | Höchstplatzierung, Gesamtwochen, AuszeichnungChartplatzierungen (Jahr, Titel, Musiklabel, Platzierungen, Wochen, Auszeichnungen, Anmerkungen) | Anmerkungen                                                                          |
| Jahr | Titel Musiklabel                                                     | DE | AT | CH | UK | US | Anmerkungen                                                                          |
| ---- | -------------------------------------------------------------------- | --- | --- | --- | --- | --- | ------------------------------------------------------------------------------------ |
| 2017 | Without Warning Slaughter Gang (SME)                                 | — | — | — | UK41 Silber · (3 Wo.)UK | US4 (66 Wo.)US | Erstveröffentlichung: 31. Oktober 2017 Verkäufe: + 105.000; mit 21 Savage und Offset |
| 2017 | Double or Nothing G.O.O.D Music (UMG)                                | — | — | — | UK96 (1 Wo.)UK | US6 (15 Wo.)US | Erstveröffentlichung: 8. Dezember 2017 mit Big Sean                                  |
| 2018 | Not All Heroes Wear Capes Metro Boomin Want Some More (UMG)          | DE59 (1 Wo.)DE | AT30 (1 Wo.)AT | CH26 (2 Wo.)CH | UK16 Gold · (4 Wo.)UK | US1 Platin · (61 Wo.)US | Erstveröffentlichung: 2. November 2018 Verkäufe: + 1.415.000                         |
| 2020 | Savage Mode II Slaughter Boomin / Epic Records                       | DE29 (2 Wo.)DE | AT11 (2 Wo.)AT | CH12 (3 Wo.)CH | UK10 Gold · (3 Wo.)UK | US1 Gold · (166 Wo.)US | Erstveröffentlichung: 2. Oktober 2020 Verkäufe: + 835.000; mit 21 Savage             |
| 2022 | Heroes & Villains Boominati Worldwide / Republic Records (UMG)       | DE11 Gold · (113 Wo.)DE | AT3 (114 Wo.)AT | CH1 (… Wo.)CH | UK3 Gold · (70 Wo.)UK | US1 Platin · (136 Wo.)US | Erstveröffentlichung: 2. Dezember 2022 Verkäufe: + 1.693.500                         |
| 2024 | We Don’t Trust You Epic Records (SME) / Republic Records (UMG)       | DE5 (25 Wo.)DE | AT2 (14 Wo.)AT | CH1 (21 Wo.)CH | UK2 Silber · (8 Wo.)UK | US1 Platin · (… Wo.)US | Erstveröffentlichung: 22. März 2024 Verkäufe: + 1.177.000; mit Future                |
| 2024 | We Still Don’t Trust You Epic Records (SME) / Republic Records (UMG) | DE9 (2 Wo.)DE | AT5 (3 Wo.)AT | CH3 (4 Wo.)CH | UK11 (3 Wo.)UK | US1 (27 Wo.)US | Erstveröffentlichung: 12. April 2024 mit Future                                      |

### Mixtapes
| Jahr | Titel Musiklabel                                | Höchstplatzierung, Gesamtwochen, AuszeichnungChartplatzierungen (Jahr, Titel, Musiklabel, Platzierungen, Wochen, Auszeichnungen, Anmerkungen) | Höchstplatzierung, Gesamtwochen, AuszeichnungChartplatzierungen (Jahr, Titel, Musiklabel, Platzierungen, Wochen, Auszeichnungen, Anmerkungen) | Höchstplatzierung, Gesamtwochen, AuszeichnungChartplatzierungen (Jahr, Titel, Musiklabel, Platzierungen, Wochen, Auszeichnungen, Anmerkungen) | Höchstplatzierung, Gesamtwochen, AuszeichnungChartplatzierungen (Jahr, Titel, Musiklabel, Platzierungen, Wochen, Auszeichnungen, Anmerkungen) | Höchstplatzierung, Gesamtwochen, AuszeichnungChartplatzierungen (Jahr, Titel, Musiklabel, Platzierungen, Wochen, Auszeichnungen, Anmerkungen) | Anmerkungen                                                     |
| Jahr | Titel Musiklabel                                | DE | AT | CH | UK | US | Anmerkungen                                                     |
| ---- | ----------------------------------------------- | --- | --- | --- | --- | --- | --------------------------------------------------------------- |
| 2013 | 19 & Boomin Freebandz Entertainment (Freebandz) | — | — | — | — | — | Erstveröffentlichung: 7. Oktober 2013                           |
| 2017 | Perfect Timing Boominati Worldwide (UMG)        | — | — | — | — | US13 (32 Wo.)US | Erstveröffentlichung: 21. Juli 2017 Verkäufe: + 40.000; mit Nav |
| 2025 | A Futuristic Summa Boominati Worldwide (UMG)    | — | — | CH57 (… Wo.)CH | — | US23 (… Wo.)US | Erstveröffentlichung: 1. August 2025                            |

### Soundtracks
| Jahr | Titel Musiklabel                                           | Höchstplatzierung, Gesamtwochen, AuszeichnungChartplatzierungen (Jahr, Titel, Musiklabel, Platzierungen, Wochen, Auszeichnungen, Anmerkungen) | Höchstplatzierung, Gesamtwochen, AuszeichnungChartplatzierungen (Jahr, Titel, Musiklabel, Platzierungen, Wochen, Auszeichnungen, Anmerkungen) | Höchstplatzierung, Gesamtwochen, AuszeichnungChartplatzierungen (Jahr, Titel, Musiklabel, Platzierungen, Wochen, Auszeichnungen, Anmerkungen) | Höchstplatzierung, Gesamtwochen, AuszeichnungChartplatzierungen (Jahr, Titel, Musiklabel, Platzierungen, Wochen, Auszeichnungen, Anmerkungen) | Höchstplatzierung, Gesamtwochen, AuszeichnungChartplatzierungen (Jahr, Titel, Musiklabel, Platzierungen, Wochen, Auszeichnungen, Anmerkungen) | Anmerkungen                                                                                 |
| Jahr | Titel Musiklabel                                           | DE | AT | CH | UK | US | Anmerkungen                                                                                 |
| ---- | ---------------------------------------------------------- | --- | --- | --- | --- | --- | ------------------------------------------------------------------------------------------- |
| 2023 | Spider-Man: Across The Spider-Verse Republic Records (UMG) | DE19 (8 Wo.)DE | AT5 (6 Wo.)AT | CH6 (7 Wo.)CH | UK[1]* Silber · (… Wo.)UK | US5 (19 Wo.)US | Erstveröffentlichung: 2. Juni 2023 Verkäufe: + 67.500; Platzierung in den Compilationcharts |

### EPs
| Jahr | Titel Musiklabel           | Höchstplatzierung, Gesamtwochen, AuszeichnungChartplatzierungen (Jahr, Titel, Musiklabel, Platzierungen, Wochen, Auszeichnungen, Anmerkungen) | Höchstplatzierung, Gesamtwochen, AuszeichnungChartplatzierungen (Jahr, Titel, Musiklabel, Platzierungen, Wochen, Auszeichnungen, Anmerkungen) | Höchstplatzierung, Gesamtwochen, AuszeichnungChartplatzierungen (Jahr, Titel, Musiklabel, Platzierungen, Wochen, Auszeichnungen, Anmerkungen) | Höchstplatzierung, Gesamtwochen, AuszeichnungChartplatzierungen (Jahr, Titel, Musiklabel, Platzierungen, Wochen, Auszeichnungen, Anmerkungen) | Höchstplatzierung, Gesamtwochen, AuszeichnungChartplatzierungen (Jahr, Titel, Musiklabel, Platzierungen, Wochen, Auszeichnungen, Anmerkungen) | Anmerkungen                                                            |
| Jahr | Titel Musiklabel           | DE | AT | CH | UK | US | Anmerkungen                                                            |
| ---- | -------------------------- | --- | --- | --- | --- | --- | ---------------------------------------------------------------------- |
| 2016 | Savage Mode Slaughter Gang | — | — | — | — | US23 Gold · (69 Wo.)US | Erstveröffentlichung: 15. Juli 2016 Verkäufe: + 507.500; mit 21 Savage |

## Singles

### Als Leadmusiker
| Jahr | Titel Album                                           | Höchstplatzierung, Gesamtwochen, AuszeichnungChartplatzierungen (Jahr, Titel, Album, Platzierungen, Wochen, Auszeichnungen, Anmerkungen) | Höchstplatzierung, Gesamtwochen, AuszeichnungChartplatzierungen (Jahr, Titel, Album, Platzierungen, Wochen, Auszeichnungen, Anmerkungen) | Höchstplatzierung, Gesamtwochen, AuszeichnungChartplatzierungen (Jahr, Titel, Album, Platzierungen, Wochen, Auszeichnungen, Anmerkungen) | Höchstplatzierung, Gesamtwochen, AuszeichnungChartplatzierungen (Jahr, Titel, Album, Platzierungen, Wochen, Auszeichnungen, Anmerkungen) | Höchstplatzierung, Gesamtwochen, AuszeichnungChartplatzierungen (Jahr, Titel, Album, Platzierungen, Wochen, Auszeichnungen, Anmerkungen) | Anmerkungen |
| Jahr | Titel Album                                           | DE | AT | CH | UK | US | Anmerkungen |
| --- | ----------------------------------------------------- | --- | --- | --- | --- | --- | --- |
| 2016 | X Savage Mode                                         | — | — | — | UK— SilberUK | US36 ×3Dreifachplatin · (21 Wo.)US | Erstveröffentlichung: 14. Juli 2016 Verkäufe: + 3.390.000; mit 21 Savage feat. Future                                                                      |
| 2017 | No Complaints Not All Heroes Wear Capes               | — | — | — | — | US71 Platin · (5 Wo.)US | Erstveröffentlichung: 23. Juni 2017 Verkäufe: + 1.195.000; feat. Drake & Offset                                                                            |
| 2017 | Call Me Perfect Timing                                | — | — | — | — | US— PlatinUS | Erstveröffentlichung: 14. Juli 2017 Verkäufe: + 1.080.000; mit Nav                                                                                         |
| 2017 | Pull Up n Wreck Double or Nothing                     | — | — | — | — | US80 (2 Wo.)US | Erstveröffentlichung: 3. November 2017 mit Big Sean feat. 21 Savage                                                                                        |
| 2018 | Ric Flair Drip Without Warning                        | DE— GoldDE | — | CH74 (1 Wo.)CH | UK67 Platin · (15 Wo.)UK | US13 ×6Sechsfachplatin · (31 Wo.)US | Erstveröffentlichung: 1. März 2018 Verkäufe: + 7.840.000; mit Offset                                                                                       |
| 2018 | 10 Freaky Girls Not All Heroes Wear Capes             | — | — | CH82 (1 Wo.)CH | UK69 Gold · (2 Wo.)UK | US42 ×3Dreifachplatin · (4 Wo.)US | Erstveröffentlichung: 2. November 2018 Verkäufe: + 3.930.000; feat. 21 Savage                                                                              |
| 2019 | Space Cadet Not All Heroes Wear Capes                 | — | — | — | UK— GoldUK | US51 ×4Vierfachplatin · (6 Wo.)US | Erstveröffentlichung: 18. Januar 2019 Verkäufe: + 5.370.000; feat. Gunna                                                                                   |
| 2020 | Runnin Savage Mode II                                 | — | AT65 (1 Wo.)AT | CH28 (2 Wo.)CH | UK43 Silber · (1 Wo.)UK | US9 ×4Vierfachplatin · (7 Wo.)US | Erstveröffentlichung: 2. Oktober 2020 Verkäufe: + 4.355.000; mit 21 Savage                                                                                 |
| 2020 | Mr. Right Now Savage Mode II                          | — | — | CH48 (2 Wo.)CH | UK28 (4 Wo.)UK | US10 ×2Doppelplatin · (18 Wo.)US | Erstveröffentlichung: 16. Oktober 2020 Verkäufe: + 2.040.000; mit 21 Savage feat. Drake                                                                    |
| 2023 | Creepin’ Heroes & Villains                            | DE10 Gold · (37 Wo.)DE | AT13 (26 Wo.)AT | CH6 Platin · (49 Wo.)CH | UK7 Platin · (27 Wo.)UK | US3 ×2Doppelplatin · (47 Wo.)US | Charteinstieg: 11. Dezember 2022 (Album-Version) Erstveröffentlichung: 17. März 2023 (Remix feat. Diddy) Verkäufe: + 4.473.333; mit The Weeknd & 21 Savage |
| 2024 | Type Shit We Don’t Trust You                          | DE33 (10 Wo.)DE | AT23 Gold · (14 Wo.)AT | CH11 Gold · (12 Wo.)CH | UK18 Silber · (13 Wo.)UK | US2 (20 Wo.)US | Erstveröffentlichung: 22. März 2024 Verkäufe: + 535.000; mit Future feat. Travis Scott                                                                     |
| 2024 | Like That We Don’t Trust You                          | DE65 (1 Wo.)DE | AT18 (5 Wo.)AT | CH6 Platin · (9 Wo.)CH | UK6 Gold · (11 Wo.)UK | US1 (32 Wo.)US | Erstveröffentlichung: 26. März 2024 Verkäufe: + 915.000; mit Future feat. Kendrick Lamar                                                                   |
| Folgende Lieder erschienen nicht als Single, wurden aber durch das Album zum Download und Streaming bereitgestellt und konnten somit eine Platzierung erlangen: |                                                       | | | | | | |
| |                                                       | | | | | | |
| 2016 | No Heart Savage Mode                                  | — | — | — | UK— SilberUK | US43 ×2Doppelplatin · (19 Wo.)US | Videoauskopplung: 19. Oktober 2016 Verkäufe: + 2.310.000; mit 21 Savage                                                                                    |
| 2017 | Ghostface Killers Without Warning                     | DE94 (1 Wo.)DE | — | CH40 (3 Wo.)CH | UK60 (2 Wo.)UK | US35 ×2Doppelplatin · (7 Wo.)US | Charteinstieg: 10. November 2017 Verkäufe: + 2.375.000; mit 21 Savage & Offset feat. Travis Scott                                                          |
| 2017 | Rap Saved Me Without Warning                          | — | — | — | — | US64 Platin · (3 Wo.)US | Charteinstieg: 25. November 2017 Verkäufe: + 1.000.000; mit 21 Savage & Offset feat. Quavo                                                                 |
| 2017 | My Choppa Hate Niggas Without Warning                 | — | — | — | — | US73 Platin · (2 Wo.)US | Charteinstieg: 25. November 2017 Verkäufe: + 1.000.000; mit 21 Savage                                                                                      |
| 2017 | Mad Stalkers Without Warning                          | — | — | — | — | US99 Gold · (1 Wo.)US | Charteinstieg: 25. November 2017 Verkäufe: + 500.000; mit 21 Savage & Offset                                                                               |
| 2018 | Overdue Not All Heroes Wear Capes                     | — | — | CH95 (1 Wo.)CH | UK86 Silber · (1 Wo.)UK | US62 Platin · (1 Wo.)US | Charteinstieg: 11. November 2018 Verkäufe: + 1.465.000; feat. Travis Scott                                                                                 |
| 2018 | Don’t Come Out the House Not All Heroes Wear Capes    | — | — | — | UK80 (1 Wo.)UK | US38 Platin · (4 Wo.)US | Charteinstieg: 15. November 2018 Verkäufe: + 1.115.000; feat. 21 Savage                                                                                    |
| 2018 | Dreamcatcher Not All Heroes Wear Capes                | — | — | — | — | US72 (1 Wo.)US | Charteinstieg: 17. November 2018 Verkäufe: + 115.000; feat. Swae Lee & Travis Scott                                                                        |
| 2018 | Up to Something Not All Heroes Wear Capes             | — | — | — | — | US100 (1 Wo.)US | Charteinstieg: 17. November 2018 feat. Travis Scott & Young Thug                                                                                           |
| 2020 | Glock in My Lap Savage Mode II                        | — | — | CH60 (1 Wo.)CH | UK— SilberUK | US19 ×4Vierfachplatin · (3 Wo.)US | Charteinstieg: 11. Oktober 2020 Verkäufe: + 4.350.000; mit 21 Savage                                                                                       |
| 2020 | Rich N***a S**t Savage Mode II                        | — | — | — | UK54 Silber · (1 Wo.)UK | US26 ×3Dreifachplatin · (2 Wo.)US | Charteinstieg: 15. Oktober 2020 Verkäufe: + 3.240.000; mit 21 Savage feat. Young Thug                                                                      |
| 2020 | Slidin Savage Mode II                                 | — | — | — | — | US32 Platin · (2 Wo.)US | Charteinstieg: 17. Oktober 2020 Verkäufe: + 1.000.000; mit 21 Savage                                                                                       |
| 2020 | Many Men Savage Mode II                               | — | — | — | — | US33 Platin · (2 Wo.)US | Charteinstieg: 17. Oktober 2020 Verkäufe: + 1.000.000; mit 21 Savage                                                                                       |
| 2020 | My Dawg Savage Mode II                                | — | — | — | — | US56 Gold · (1 Wo.)US | Charteinstieg: 17. Oktober 2020 Verkäufe: + 500.000; mit 21 Savage                                                                                         |
| 2020 | Brand New Draco Savage Mode II                        | — | — | — | — | US57 Gold · (1 Wo.)US | Charteinstieg: 17. Oktober 2020 Verkäufe: + 500.000; mit 21 Savage                                                                                         |
| 2020 | Snitches & Rats Savage Mode II                        | — | — | — | — | US61 (1 Wo.)US | Charteinstieg: 17. Oktober 2020 mit 21 Savage & Young Nudy                                                                                                 |
| 2020 | No Opp Left Behind Savage Mode II                     | — | — | — | — | US71 Gold · (1 Wo.)US | Charteinstieg: 17. Oktober 2020 Verkäufe: + 500.000; mit 21 Savage                                                                                         |
| 2020 | Steppin on Niggas Savage Mode II                      | — | — | — | — | US74 (1 Wo.)US | Charteinstieg: 17. Oktober 2020 mit 21 Savage |
| 2020 | Rip Luv Savage Mode II                                | — | — | — | — | US76 Gold · (1 Wo.)US | Charteinstieg: 17. Oktober 2020 Verkäufe: + 500.000; mit 21 Savage                                                                                         |
| 2020 | Said N Done Savage Mode II                            | — | — | — | — | US91 (1 Wo.)US | Charteinstieg: 17. Oktober 2020 mit 21 Savage |
| 2022 | Superhero (Heroes & Villains) Heroes & Villains       | DE75 (5 Wo.)DE | AT71 (2 Wo.)AT | CH23 (8 Wo.)CH | UK34 Gold · (10 Wo.)UK | US8 ×2Doppelplatin · (24 Wo.)US | Charteinstieg: 9. Dezember 2022 Videoauskopplung: 2. Dezember 2022 Verkäufe: + 3.150.000; mit Future & Chris Brown                                         |
| 2022 | Niagara Falls (Foot or 2) Heroes & Villains           | — | — | CH28 (1 Wo.)CH | UK46 Silber · (2 Wo.)UK | US27 (6 Wo.)US | Charteinstieg: 11. Dezember 2022 Verkäufe: + 425.000; mit Travis Scott & 21 Savage                                                                         |
| 2022 | Too Many Nights Heroes & Villains                     | DE— aDE | — | CH67 Gold · (10 Wo.)CH | UK68 Gold · (10 Wo.)UK | US22 Platin · (13 Wo.)US | Charteinstieg: 17. Dezember 2022 Videoauskopplung: 10. April 2023 Verkäufe: + 2.070.000; mit Future feat. Don Toliver                                      |
| 2022 | Umbrella Heroes & Villains                            | — | — | — | — | US23 (2 Wo.)US | Charteinstieg: 17. Dezember 2022 Verkäufe: + 40.000; mit 21 Savage & Young Nudy                                                                            |
| 2022 | Raindrops (Insane) Heroes & Villains                  | — | — | — | — | US31 (2 Wo.)US | Charteinstieg: 17. Dezember 2022 Verkäufe: + 40.000; mit Travis Scott                                                                                      |
| 2022 | Trance Heroes & Villains                              | DE— bDE | — | CH65 (7 Wo.)CH | UK60 Gold · (10 Wo.)UK | US42 Platin · (19 Wo.)US | Charteinstieg: 17. Dezember 2022 Verkäufe: + 2.085.000; mit Travis Scott & Young Thug                                                                      |
| 2022 | Metro Spider Heroes & Villains                        | — | — | — | — | US43 (2 Wo.)US | Charteinstieg: 17. Dezember 2022 Verkäufe: + 40.000; mit Young Thug                                                                                        |
| 2022 | On Time Heroes & Villains                             | — | — | — | — | US48 (2 Wo.)US | Charteinstieg: 17. Dezember 2022 Verkäufe: + 40.000; mit John Legend                                                                                       |
| 2022 | Walk Em Down (Don’t Kill Civilians) Heroes & Villains | — | — | — | — | US52 (1 Wo.)US | Charteinstieg: 17. Dezember 2022 Verkäufe: + 40.000; mit 21 Savage feat. Mustafa the Poet                                                                  |
| 2022 | Around Me Heroes & Villains                           | — | — | — | UK— SilberUK | US53 (2 Wo.)US | Charteinstieg: 17. Dezember 2022 Verkäufe: + 295.000; feat. Don Toliver                                                                                    |
| 2022 | I Can’t Save You (Interlude) Heroes & Villains        | — | — | — | — | US55 (1 Wo.)US | Charteinstieg: 17. Dezember 2022 mit Future feat. Don Toliver                                                                                              |
| 2022 | Feel the Fiyaaaah Heroes & Villains                   | — | — | — | — | US59 (1 Wo.)US | Charteinstieg: 17. Dezember 2022 mit ASAP Rocky feat. Takeoff                                                                                              |
| 2022 | All the Money Heroes & Villains                       | — | — | — | — | US66 (1 Wo.)US | Charteinstieg: 17. Dezember 2022 mit Gunna |
| 2022 | Lock on Me Heroes & Villains                          | — | — | — | — | US72 (1 Wo.)US | Charteinstieg: 17. Dezember 2022 mit Travis Scott & Future                                                                                                 |
| 2023 | Am I Dreaming Spider-Man: Across The Spider-Verse     | DE— cDE | — | — | UK51 Silber · (6 Wo.)UK | US51 (4 Wo.)US | Charteinstieg: 15. Juni 2023 Verkäufe: + 415.000; feat. ASAP Rocky & Roisee                                                                                |
| 2023 | Calling Spider-Man: Across The Spider-Verse           | — | — | — | UK56 (4 Wo.)UK | US41 (6 Wo.)US | Charteinstieg: 15. Juni 2023 Verkäufe: + 75.000; feat. Swae Lee & Nav                                                                                      |
| 2023 | Annihilate Spider-Man: Across The Spider-Verse        | DE— dDE | — | — | UK59 (3 Wo.)UK | US44 (4 Wo.)US | Charteinstieg: 15. Juni 2023 Verkäufe: + 55.000; feat. Swae Lee, Offset & Lil Wayne                                                                        |
| 2023 | All the Way Live Spider-Man: Across The Spider-Verse  | — | — | — | — | US61 (2 Wo.)US | Charteinstieg: 17. Juni 2023 feat. Future & Lil Uzi Vert                                                                                                   |
| 2023 | Self Love Spider-Man: Across The Spider-Verse         | — | — | — | — | US54 (4 Wo.)US | Charteinstieg: 17. Juni 2023 Verkäufe: + 55.000; feat. Coi Leray                                                                                           |
| 2023 | Hummingbird Spider-Man: Across The Spider-Verse       | — | — | — | — | US90 (2 Wo.)US | Charteinstieg: 17. Juni 2023 Verkäufe: + 20.000; feat. James Blake                                                                                         |
| 2024 | Cinderella We Don’t Trust You                         | DE— eDE | AT25 (3 Wo.)AT | CH9 (3 Wo.)CH | UK20 (3 Wo.)UK | US6 (8 Wo.)US | Charteinstieg: 31. März 2024 Verkäufe: + 100.000; mit Future feat. Travis Scott                                                                            |
| 2024 | We Don’t Trust You                                    | — | — | — | — | US8 (6 Wo.)US | Charteinstieg: 6. April 2024 Verkäufe: + 40.000; mit Future                                                                                                |
| 2024 | Young Metro We Don’t Trust You                        | — | — | — | — | US9 (4 Wo.)US | Charteinstieg: 6. April 2024 Verkäufe: + 40.000; mit Future feat. The Weeknd                                                                               |
| 2024 | Ice Attack We Don’t Trust You                         | — | — | — | — | US13 (2 Wo.)US | Charteinstieg: 6. April 2024 mit Future |
| 2024 | Slimed In We Don’t Trust You                          | — | — | — | — | US20 (2 Wo.)US | Charteinstieg: 6. April 2024 mit Future |
| 2024 | Claustrophobic We Don’t Trust You                     | — | — | — | — | US24 (2 Wo.)US | Charteinstieg: 6. April 2024 mit Future |
| 2024 | Magic Don Juan (Princess Diana) We Don’t Trust You    | — | — | — | — | US27 (2 Wo.)US | Charteinstieg: 6. April 2024 mit Future |
| 2024 | Fried (She a Vibe) We Don’t Trust You                 | — | — | — | — | US33 (2 Wo.)US | Charteinstieg: 6. April 2024 mit Future |
| 2024 | Runnin Outta Time We Don’t Trust You                  | — | — | — | — | US36 (1 Wo.)US | Charteinstieg: 6. April 2024 mit Future |
| 2024 | Everyday Hustle We Don’t Trust You                    | — | — | — | — | US38 (2 Wo.)US | Charteinstieg: 6. April 2024 mit Future feat. Rick Ross |
| 2024 | GTA We Don’t Trust You                                | — | — | — | — | US40 (1 Wo.)US | Charteinstieg: 6. April 2024 mit Future |
| 2024 | Ain’t No Love We Don’t Trust You                      | — | — | — | — | US41 (1 Wo.)US | Charteinstieg: 6. April 2024 mit Future |
| 2024 | WTFYM We Don’t Trust You                              | — | — | — | — | US52 (1 Wo.)US | Charteinstieg: 6. April 2024 mit Future |
| 2024 | Seen It All We Don’t Trust You                        | — | — | — | — | US54 (1 Wo.)US | Charteinstieg: 6. April 2024 mit Future |
| 2024 | Where My Twin @ We Don’t Trust You                    | — | — | — | — | US62 (1 Wo.)US | Charteinstieg: 6. April 2024 mit Future |
| 2024 | We Still Don’t Trust You                              | DE— fDE | — | CH57 (2 Wo.)CH | UK49 (2 Wo.)UK | US22 (2 Wo.)US | Charteinstieg: 21. April 2024 Verkäufe: + 40.000; mit Future feat. The Weeknd                                                                              |
| 2024 | Red Leather We Still Don’t Trust You                  | — | — | — | — | US39 (1 Wo.)US | Charteinstieg: 27. April 2024 mit Future feat. J. Cole |
| 2024 | Out of My Hands We Still Don’t Trust You              | — | — | — | — | US41 (1 Wo.)US | Charteinstieg: 27. April 2024 mit Future |
| 2024 | Drink N Dance We Still Don’t Trust You                | — | — | — | — | US51 (1 Wo.)US | Charteinstieg: 27. April 2024 mit Future |
| 2024 | Jealous We Still Don’t Trust You                      | — | — | — | — | US54 (1 Wo.)US | Charteinstieg: 27. April 2024 mit Future |
| 2024 | All My Life We Still Don’t Trust You                  | — | — | — | — | US61 (1 Wo.)US | Charteinstieg: 27. April 2024 mit Future feat. Lil Baby |
| 2024 | All to Myself We Still Don’t Trust You                | — | — | — | — | US67 (1 Wo.)US | Charteinstieg: 27. April 2024 mit Future feat. The Weeknd                                                                                                  |
| 2024 | Show of Hands We Still Don’t Trust You                | — | — | — | — | US71 (1 Wo.)US | Charteinstieg: 27. April 2024 mit Future feat. ASAP Rocky                                                                                                  |
| 2024 | Luv Bad Bitches We Still Don’t Trust You              | — | — | — | — | US73 (1 Wo.)US | Charteinstieg: 27. April 2024 mit Future feat. Brownstone                                                                                                  |
| 2024 | This Sunday We Still Don’t Trust You                  | — | — | — | — | US77 (1 Wo.)US | Charteinstieg: 27. April 2024 mit Future |
| 2024 | Nights Like This We Still Don’t Trust You             | — | — | — | — | US81 (1 Wo.)US | Charteinstieg: 27. April 2024 mit Future |
| 2024 | Streets Made Me a King We Still Don’t Trust You       | — | — | — | — | US95 (1 Wo.)US | Charteinstieg: 27. April 2024 mit Future |
| 2024 | Came to the Party We Still Don’t Trust You            | — | — | — | — | US99 (1 Wo.)US | Charteinstieg: 27. April 2024 mit Future |
| 2024 | Nobody Knows My Struggle We Still Don’t Trust You     | — | — | — | — | US100 (1 Wo.)US | Charteinstieg: 27. April 2024 mit Future |

### Als Gastmusiker
| Jahr | Titel Album                 | Höchstplatzierung, Gesamtwochen, AuszeichnungChartplatzierungen (Jahr, Titel, Album, Platzierungen, Wochen, Auszeichnungen, Anmerkungen) | Höchstplatzierung, Gesamtwochen, AuszeichnungChartplatzierungen (Jahr, Titel, Album, Platzierungen, Wochen, Auszeichnungen, Anmerkungen) | Höchstplatzierung, Gesamtwochen, AuszeichnungChartplatzierungen (Jahr, Titel, Album, Platzierungen, Wochen, Auszeichnungen, Anmerkungen) | Höchstplatzierung, Gesamtwochen, AuszeichnungChartplatzierungen (Jahr, Titel, Album, Platzierungen, Wochen, Auszeichnungen, Anmerkungen) | Höchstplatzierung, Gesamtwochen, AuszeichnungChartplatzierungen (Jahr, Titel, Album, Platzierungen, Wochen, Auszeichnungen, Anmerkungen) | Anmerkungen                                                                                             |
| Jahr | Titel Album                 | DE | AT | CH | UK | US | Anmerkungen                                                                                             |
| --- | --------------------------- | --- | --- | --- | --- | --- | --- |
| 2019 | Mile High Assume Form       | — | — | — | UK47 (2 Wo.)UK | — | Erstveröffentlichung: 18. Januar 2019 Verkäufe: + 20.000; James Blake feat. Travis Scott & Metro Boomin |
| Folgende Lieder erschienen nicht als Single, wurden aber durch das Album zum Download und Streaming bereitgestellt und konnten somit eine Platzierung erlangen: |                             | | | | | | |
| |                             | | | | | | |
| 2024 | Née-Nah American Dream      | DE— gDE | AT27 (1 Wo.)AT | CH12 (3 Wo.)CH | UK23 (4 Wo.)UK | US10 Platin · (10 Wo.)US | Charteinstieg: 21. Januar 2024 Verkäufe: + 1.120.000; 21 Savage feat. Travis Scott & Metro Boomin       |
| 2024 | Pop Ur Shit American Dream  | — | — | — | — | US31 (2 Wo.)US | Charteinstieg: 27. Januar 2024 21 Savage feat. Young Thug & Metro Boomin                                |
| 2024 | Dangerous American Dream    | — | — | — | — | US35 (2 Wo.)US | Charteinstieg: 27. Januar 2024 21 Savage feat. Lil Durk & Metro Boomin                                  |
| 2024 | Just Like Me American Dream | — | — | — | — | US67 (1 Wo.)US | Charteinstieg: 27. Januar 2024 21 Savage feat. Burna Boy & Metro Boomin                                 |

## Produktionen (Auswahl)
- 2015: Drake, Future – Digital Dash, Big Rings, Live from the Gutter, Diamond Dancing, Scholarships, Jumpman und Jersey auf What A Time To Be Alive
- 2015: Future – DS2 (Album) [Titel: 01 - 10, 12, 13]
- 2015: Travis Scott – Pornography, 3500, Wasted und Nightcrawler auf Rodeo
- 2015: Young Thug – Be Me See Me auf Slime Season
- 2015: Young Thug – All Over auf Slime Season 2
- 2015: 21 Savage – Deserve auf Slaughter King
- 2015: Dreezy – From Now On (EP) [alle Titel]
- 2016: Post Malone – Congratulations (feat. Quavo) auf Stoney
- 2016: Kanye West – Father Stretch My Hands Pt.1 (feat. Kid Cudi), Waves, FML und Facts auf The Life Of Pablo
- 2016: Future – Low Life (feat. The Weeknd) und Xanny Family auf EVOL
- 2016: Gucci Mane – I Can't und Both (feat. Drake) auf The Return Of East Atlanta Santa
- 2016: Future – All Right, Wicked, Drippin (How U Luv That), Hater Shit und Purple Reign auf Purple Reign
- 2016: Lil Uzi Vert – You Was Right und Baby Are You Home auf Lil Uzi Vert vs. the World
- 2016: Drake – Child's Play auf Views
- 2016: Future – Who (feat. Young Thug) und Benjamins Burn auf Project E.T.
- 2016: 21 Savage – Savage Mode (Album) [alle Titel]
- 2016: Gucci Mane – Dirty Lil Nigga, Bling Blaww Burr (feat. Young Dolph), Love Her Body und Hi-Five auf Woptober
- 2016: The Weeknd – Six Feet Under auf Starboy
- 2017: Big Sean – Bounce Back, Voices in My Head / Sticks to the Plan und Sacrifices auf I Decided.
- 2017: Future – Mask Off und Scrape auf FUTURE
- 2017: Future – My Collection und Sorry auf HNDRXX (jeweils co-produziert vom deutschen Produzenten-Duo Cubeatz)
- 2017: Migos – Bad and Boujee auf Culture
- 2017: Gucci Mane – Droptopwop (Album) [alle Titel]
- 2017: DJ Khaled – Iced Out My Arms (feat. Future, Migos, 21 Savage und T.I.) auf Grateful
- 2017: Gucci Mane – I Get the Bag (feat. Migos) und Jumped Out the Whip (feat. A$AP Rocky) auf Mr. Davis
- 2018: Migos – Higher We Go (Intro), Emoji a Chain und Too Much Jewelry auf Culture II
- 2018: Rae Sremmurd – T’d Up auf SR3MM
- 2018: Rich The Kid – Lost It (feat. Offset & Quavo) auf The World is Yours
- 2018: Nicki Minaj – Chun Swae (feat. Swae Lee) und Sir (feat. Future) auf Queen
- 2018: Lil Baby, Gunna – Ready auf Street Gossip

## Statistik

### Chartauswertung
|                     | DE    | AT    | CH    | UK    | US     |
| ------------------- | ----- | ----- | ----- | ----- | ------ |
| Nummer-eins-Alben   | DE—DE | AT—AT | CH2CH | UK1UK | US5US  |
| Top-10-Alben        | DE2DE | AT4AT | CH4CH | UK4UK | US8US  |
| Alben in den Charts | DE6DE | AT6AT | CH7CH | UK8UK | US11US |

|                       | DE    | AT    | CH     | UK     | US     |
| --------------------- | ----- | ----- | ------ | ------ | ------ |
| Nummer-eins-Singles   | DE—DE | AT—AT | CH—CH  | UK—UK  | US1US  |
| Top-10-Singles        | DE1DE | AT—AT | CH3CH  | UK2UK  | US10US |
| Singles in den Charts | DE5DE | AT7AT | CH17CH | UK22UK | US84US |

### Auszeichnungen für Musikverkäufe
| Land/RegionAuszeichnungen für Musikverkäufe (Land/Region, Auszeichnungen, Verkäufe, Quellen) | Silber       | Gold         | Platin         | Diamant  | Verkäufe   | Quellen              |
| -------------------------------------------------------------------------------------------- | ------------ | ------------ | -------------- | -------- | ---------- | -------------------- |
| Australien (ARIA)                                                                            | —            | 10× Gold10   | 20× Platin20   | —        | 1.750.000  | aria.com.au          |
| Belgien (BRMA)                                                                               | —            | 2× Gold2     | Platin1        | —        | 80.000     | ultratop.be          |
| Brasilien (PMB)                                                                              | —            | 8× Gold8     | 16× Platin16   | —        | 800.000    | pro-musicabr.org.br  |
| Dänemark (IFPI)                                                                              | —            | 8× Gold8     | 6× Platin6     | —        | 550.000    | ifpi.dk              |
| Deutschland (BVMI)                                                                           | —            | 3× Gold3     | —              | —        | 500.000    | musikindustrie.de    |
| Frankreich (SNEP)                                                                            | —            | 4× Gold4     | 4× Platin4     | Diamant1 | 1.383.333  | snepmusique.com FR2  |
| Griechenland (IFPI)                                                                          | —            | 2× Gold2     | 15× Platin15   | —        | 320.000    | Einzelnachweise      |
| Italien (FIMI)                                                                               | —            | 8× Gold8     | 4× Platin4     | —        | 725.000    | fimi.it              |
| Kanada (MC)                                                                                  | —            | 16× Gold16   | 46× Platin46   | —        | 4.320.000  | musiccanada.com      |
| Mexiko (AMPROFON)                                                                            | —            | Gold1        | —              | —        | 30.000     | amprofon.com.mx      |
| Neuseeland (RMNZ)                                                                            | —            | 4× Gold4     | 14× Platin14   | —        | 375.000    | radioscope.co.nz NZ2 |
| Österreich (IFPI)                                                                            | —            | Gold1        | —              | —        | 15.000     | ifpi.at              |
| Polen (ZPAV)                                                                                 | —            | 8× Gold8     | 13× Platin13   | —        | 715.000    | olis.pl              |
| Portugal (AFP)                                                                               | —            | 5× Gold5     | 5× Platin5     | —        | 73.500     | Einzelnachweise      |
| Schweiz (IFPI)                                                                               | —            | 2× Gold2     | 2× Platin2     | —        | 75.000     | hitparade.ch         |
| Spanien (Promusicae)                                                                         | —            | 4× Gold4     | Platin1        | —        | 180.000    | elportaldemusica.es  |
| Südafrika (RISA)                                                                             | —            | 3× Gold3     | Platin1        | —        | 100.000    | Einzelnachweise      |
| Ungarn (MAHASZ)                                                                              | —            | Gold1        | —              | —        | 2.000      | slagerlistak.hu      |
| Vereinigte Staaten (RIAA)                                                                    | —            | 10× Gold10   | 52× Platin52   | —        | 57.000.000 | riaa.com             |
| Vereinigtes Königreich (BPI)                                                                 | 14× Silber14 | 9× Gold9     | 2× Platin2     | —        | 6.420.000  | bpi.co.uk            |
| Zentralamerika (CFC)                                                                         | —            | Gold1        | Platin1        | —        | 105.000    | cfc-musica.com       |
| Insgesamt                                                                                    | 14× Silber14 | 110× Gold110 | 203× Platin203 | Diamant1 |            |                      |